# Дудик, Клавдия Ивановна
Клавдия Ивановна Дудик — советский хозяйственный и государственный деятель, лауреат Государственной премии СССР за выдающиеся достижения в труде.

## Биография
Родилась в 1930 году в Тихорецке. Член КПСС.
Окончила школу сыроделов в станице Медведовской.
В 1946—1952 годах — рабочая, мастер Ирклиевского маслосырзавода.
В 1952—1969 — заведующая лабораторией, в 1969—1985 годах — начальник маслодельного цеха Тихорецкого сыродельного завода.
За значительное увеличение производства и улучшение качества товаров народного потребления была в составе коллектива удостоен Государственной премии СССР за выдающиеся достижения в труде 1980 года.
Жила в Тихорецке.

## Награды
- Орден Знак Почёта (1966)
- Орден Трудовой Славы III степени (1978)